# Chantelouve
Chantelouve är en kommun i departementet Isère i regionen Auvergne-Rhône-Alpes i sydöstra Frankrike. Kommunen ligger i kantonen Valbonnais som tillhör arrondissementet Grenoble. År 2018 hade Chantelouve 80 invånare.

## Befolkningsutveckling
Antalet invånare i kommunen Chantelouve
Referens:INSEE